# FDJ-Suez
FDJ Suez Futuroscope (UCI код: FSF) — французская женская профессиональная велокоманда, созданная в 2006 году и выступающая в престижных соревнованиях по шоссейному и велоспорту.
Команда использует то же оборудование, что и мужская команда Groupama-FDJ, вместе с тренерами и общими тренировочными лагерями. Команда спонсируется французской лотереей Française des Jeux, французской коммунальной компанией Suez и французским тематическим парком Футуроскоп.

## История

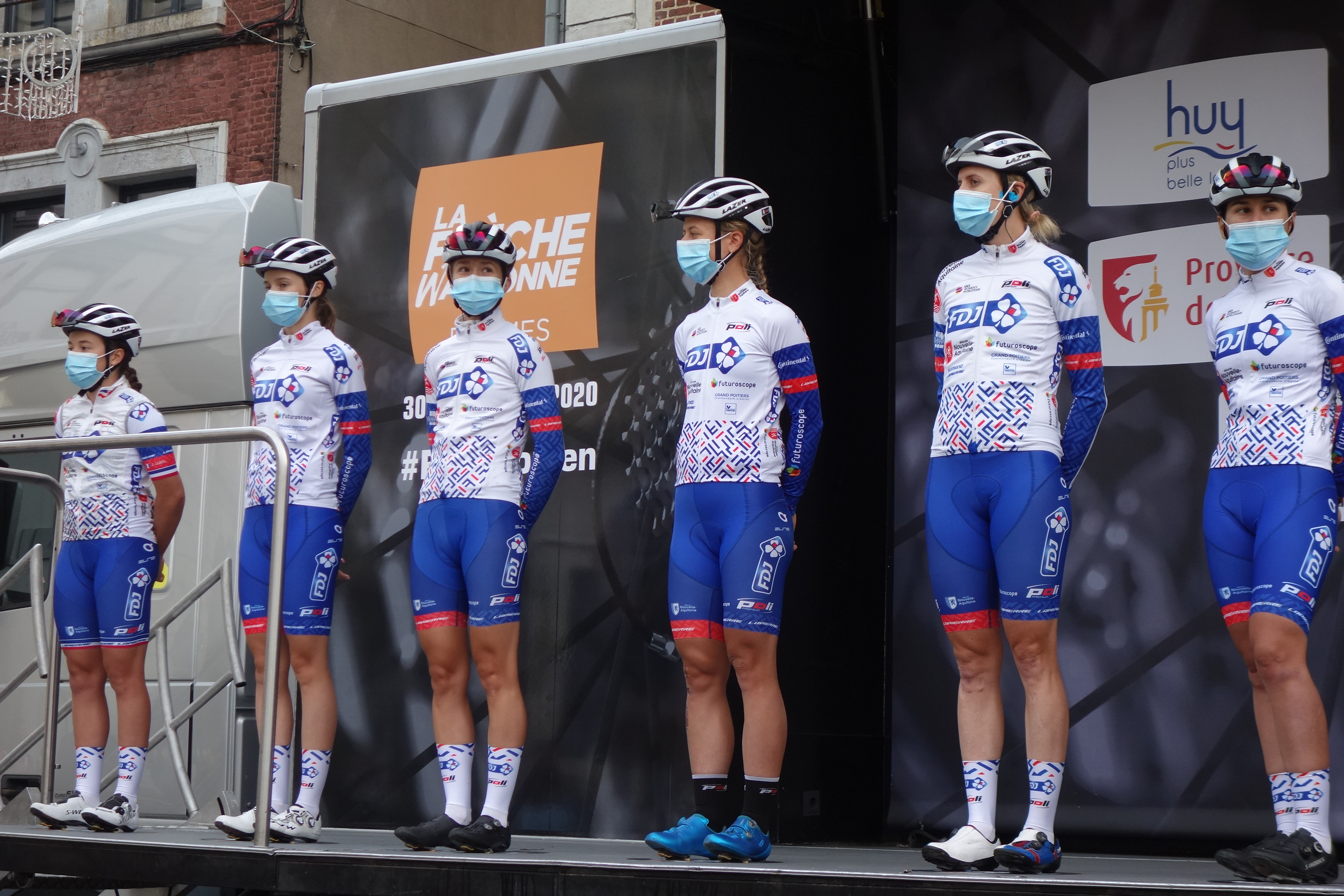
Команда на старте гонки Флеш Валонь Фамм, 2020

### 2016
В июле 2016 года Française des Jeux объявила о том, что будет спонсировать команду до конца сезона 2018 года. В сезоне 2015 года команда объявила о подписании контрактов с Эжени Дюваль, Од Бьянник, Гретой Ришиуд и Северин Эро. Роксана Фурнье, Паскаль Жёлан, Люси Падер, Шарлотта Бравард и Амели Риват подписали с командой продление контрактов.

### 2020
Команда получает статус WorldTeam — высшего дивизиона в женском велоспорте. Сесили Утруп Людвиг — основное приобретение команды. Броди Чапман также присоединяется к команде, а Шарлотта Беккер, Корали Деме, Шарлотта Бравард и Грета Ричиуд уходят.
Сесили Утруп Людвиг принесла основные результаты. Она выиграла «Джиро дель Эмилия Донне», заняла четвёртое место и стала лучшим горовосходителем на Джиро д’Италия. Затем она заняла второе место на Флеш Валонь Фамм. Она также была седьмой на Страде Бьянке Донне. Стине Боргли заняла десятое место на Гран-при Плуэ — Бретань. Эмилия Фахлин заняла седьмое место на гонке от Тур де Франс. Эжени Дюваль заняла десятое место в «Трёх днях Де Панне». Броди Чепмен выиграла Рейс Торки и заняла десятое место на Кэдел Эванс Грейт Оушен Роуд Вумен. Эвита Мюзик выиграла этап «Джиро Роза» в отрыве. Сесили Утруп Людвиг занимает девятое место в рейтинге UCI и десятое в Мировом туре. FDJ-Nouvelle Aquitaine-Futuroscope занимает десятое место в командном рейтинге UCI и девятое место в Мировом туре.

## Классификация UCI
Таблица ниже показывает положение команды в рейтинге Международного союза велосипедистов в конце сезона, а также лучшего гонщика в личном зачёте в каждом сезоне.
| Год  | Командный рейтинг | Лучшая спортсменка в личном зачёте |
| 2006 | 15                | Марина Жонатр (43)                 |
| 2007 | 20                | Марина Жонатр (17)                 |
| 2008 | 26                | Карин Готар-Руссель (104)          |
| 2009 | 21                | Карин Готар-Руссель (94)           |
| 2010 | 18                | Кристель Феррье-Брюно (79)         |
| 2011 | 18                | Кэрол-Энн Канюэль (64)             |
| 2012 | 18                | Карли Тейлор (83)                  |
| 2013 | 19                | Кэрол-Энн Канюэль (51)             |
| 2014 | 21                | Роксана Фурнье (65)                |
| 2015 | 14                | Роксана Фурнье (32)                |
| 2016 | 14                | Роксана Фурнье (26)                |
| 2017 | 11                | Шара Гиллоу (25)                   |
| 2018 | 18                | Роксана Фурнье (54)                |
| 2019 | 21                | Стине Боргли (43)                  |
| 2020 | 10                | Сесили Утруп Людвиг (9)            |
| 2021 | 8                 | Сесили Утруп Людвиг (9)            |
| 2022 | 4                 | Сесили Утруп Людвиг (9)            |

Команда вышла на кубок мира в 2006 году. В таблице ниже представлены рейтинги команд в этом соревновании, а также лучшие гонщики в личном зачёте.
| Год  | Командный рейтинг | Лучшая спортсменка в личном зачёте |
| 2006 | 19                | Натали Жёлан (77)                  |
| 2007 | 10                | Марина Жонатр (27)                 |
| 2009 | 25                | Паскаль Жёлан-Траншан (56)         |
| 2010 | 22                | Кристель Феррье-Брюно (45)         |
| 2011 | 29                | Кэрол-Энн Канюэль (97)             |
| 2012 | 14                | Кэрол-Энн Канюэль (37)             |
| 2013 | 19                | Кэрол-Энн Канюэль (31)             |
| 2014 | 22                | Роксана Фурнье (51)                |
| 2015 | 14                | Роксана Фурнье (39)                |

В 2016 году женский мировой тур UCI заменил Кубок мира.
| Год  | Командный рейтинг | Лучшая спортсменка в личном зачёте |
| 2016 | 13                | Роксана Фурнье (20)                |
| 2017 | 10                | Шара Гиллоу (19)                   |
| 2018 | 15                | Шара Гиллоу (59)                   |
| 2019 | 16                | Эмилия Фахлин (40)                 |
| 2020 | 9                 | Сесили Утруп Людвиг (10)           |
| 2021 | 4                 | Сесили Утруп Людвиг (5)            |
| 2022 | 4                 | Марта Кавалли (7)                  |

## Победы команды

### Международные соревнования
- Чемпионат мира по шоссейному велоспорту: 1

- Индивидуальная гонка среди участников до 23 лет: 2022 (Виттория Гуаззини)

- Чемпионат мира по трековому велоспорту: 1

- Скрэтч: 2010 (Паскаль Жёлан)

### Национальные соревнования
Шоссе
- Чемпионат Австралии по шоссейному велоспорту: 1

- Критериум: 2014 (Сара Рой)

- Чемпионат Австрии по шоссейному велоспорту: 1

- Групповая гонка: 2012 (Андреа Граус)

- Чемпионат Канады по шоссейному велоспорту: 1

- Индивидуальная гонка: 2010 (Джули Беверидж)

- Чемпионат Дании по шоссейному велоспорту: 1

- Групповая гонка: 2022 (Сесили Утруп Людвиг)

- Чемпионат Франции по шоссейному велоспорту: 12

- Групповая гонка: 2012 (Марион Русс), 2017 (Шарлотта Бравар), 2019 (Джейд Вил) и 2021 (Эвита Мюзик)
- Групповая гонка U23: 2011 (Одри Кордон-Раго), 2012 (Марион Русс) и 2019 (Эвита Мюзик)
- Индивидуальная гонка U23: 2006 (Карин Готар-Руссель), 2011 (Одри Кордон-Раго), 2016, 2017 (Северин Эро) и 2019 (Маэль Гроссетт)

Трек
- Чемпионат Франции по трековому велоспорту: 15

- командная гонка преследования: 2013 (Одри Кордон-Раго), Фиона Дютро, Паскаль Жёлан), 2014 (Фиона Дютро, Роксана Фурнье, Паскаль Жёлан) и 2015 (Од Бьянник, Роксана Фурнье, Паскаль Жёлан)
- индивидуальная гонка преследования: 2009 (Фиона Дютро), 2010, 2013, 2014 (Паскаль Жёлан)
- гонка по очкам: 2007, 2008, 2009 (Паскаль Жёлан), 2010 (Фиона Дютро)
- омниум: 2010, 2012 (Фиона Дютро)
- скрэтч: 2009, 2014 (Паскаль Жёлан)

Велокросс
- Чемпионат Франции[англ.]: 1

- 2010 (Каролин Мани)

## Руководство
Команду возглавляют Эммануэль Мерло (президент) и Стивен Делькур (генеральный директор). Дамьен Поммеро был менеджером команды с 2006 по 2011 годы, в 2012 году его сменил Поль Брусс. В 2016 году командой руководил Николя Марш, в 2017 году к нему присоединился Алексис Луазо. В 2018 году Николя Майр и Седрик Барр стали новыми спортивными директорами.
| Год  | UCI код | Наименование команды               | Категория              | Велосипеды | Руководство                                                                                   |
| ---- | ------- | ---------------------------------- | ---------------------- | ---------- | --------------------------------------------------------------------------------------------- |
| 2006 | FUT     | Vienne Futuroscope                 | UCI Women's Team       |            | Менеджер: Серж Готрё Спортивны(й/е) директор(ы): Дамьен Поммеро, Раймон Бессон, Сирил Леборде |
| 2007 | FUT     | Vienne Futuroscope                 | UCI Women's Team       |            | Менеджер: Серж Готрё Спортивны(й/е) директор(ы): Дамьен Поммеро                               |
| 2008 | FUT     | Vienne Futuroscope                 | UCI Women's Team       |            | Менеджер: Серж Готрё Спортивны(й/е) директор(ы): Дамьен Поммеро, Жан-Кристоф Барботен         |
| 2009 | FUT     | Vienne Futuroscope                 | UCI Women's Team       |            | Менеджер: Серж Готрё Спортивны(й/е) директор(ы): Дамьен Поммеро, Жан-Кристоф Барботен         |
| 2010 | FUT     | Vienne Futuroscope                 | UCI Women's Team       |            | Менеджер: Серж Готрё Спортивны(й/е) директор(ы): Дамьен Поммеро                               |
| 2011 | FUT     | Vienne Futuroscope                 | UCI Women's Team       |            | Менеджер: Серж Готрё Спортивны(й/е) директор(ы): Дамьен Поммеро                               |
| 2012 | FUT     | Vienne Futuroscope                 | UCI Women's Team       |            | Менеджер: Серж Готрё Спортивны(й/е) директор(ы): Поль Брусс, Жан-Кристоф Барботен             |
| 2013 | FUT     | Vienne Futuroscope                 | UCI Women's Team       | BH         | Менеджер: Серж Готрё Спортивны(й/е) директор(ы): Поль Брусс, Жан-Кристоф Барботен             |
| 2014 | FUT     | Poitou-Charentes.Futuroscope.86    | UCI Women's Team       | BH         | Менеджер: Серж Готрё Спортивны(й/е) директор(ы): Поль Брусс                                   |
| 2015 | FUT     | Poitou-Charentes.Futuroscope.86    | UCI Women's Team       | BH         | Менеджер: Серж Готрё Спортивны(й/е) директор(ы): Поль Брусс, Жан-Кристоф Барботен             |
| 2016 | FUT     | Poitou-Charentes.Futuroscope.86    | UCI Women's Team       | BH         | Менеджер: Серж Готрё Спортивны(й/е) директор(ы): Николя Марш                                  |
| 2017 | FDJ     | FDJ Nouvelle-Aquitaine Futuroscope | UCI Women's Team       | Lapierre   | Менеджер: Стивен Делькур Спортивны(й/е) директор(ы): Николя Марш                              |
| 2018 | FDJ     | FDJ Nouvelle-Aquitaine Futuroscope | UCI Women's Team       | Lapierre   | Менеджер: Стивен Делькур Спортивны(й/е) директор(ы): Седрик Барр, Николя Майр                 |
| 2019 | FDJ     | FDJ Nouvelle-Aquitaine Futuroscope | UCI Women's Team       | Lapierre   | Менеджер: Стивен Делькур Спортивны(й/е) директор(ы): Седрик Барр, Николя Майр, Флавьен Соенен |
| 2020 | FDJ     | FDJ Nouvelle-Aquitaine Futuroscope | UCI Women's World Team | Lapierre   | Менеджер: Стивен Делькур Спортивны(й/е) директор(ы): Седрик Барр, Николя Майр                 |
| 2021 | FDJ     | FDJ Nouvelle-Aquitaine Futuroscope | UCI Women's World Team | Lapierre   | Менеджер: Стивен Делькур Спортивны(й/е) директор(ы): Седрик Барр, Николя Майр                 |

## Партнёры
Парк развлечений Футуроскоп был главным партнёром команды с момента её создания. Генеральный совет Вьенны являлся вторым партнёром. В 2014 году региональный совет Пуату — Шаранта заменил Вьенну в качестве партнёра.
Команда выступает на велосипедах Lapierre.
В 2018 году команда использовала велосипеды Lapierre Xelius / Aircode, оснащённые оборудованием Shimano Dura Ace DI2. Pro Bike Gear поставляла вилки, Prologo — сёдла, Elite — сепараторы для бутылок, Shimano — колёса, Continental — покрышки, Ceramic — подшипники и Shimano — педали.

## Политика в отношении ношения маек национальных чемпионатов
С сезона 2019 года была введена новая политика ношения майки национальных чемпионатов — на этих майках нет упоминания о спонсоре. Марк Мадьо, менеджер мужской команды Groupama-FDJ — бывший чемпион Франции по шоссейному велоспорту и велокроссу, являлся обладателем трёхцветной майки. Первой французской чемпионкой, воспользовавшейся этой реформой, стала Джейд Вил после завоевания титула чемпионки Франции на шоссе в 2019 году, за ней последовала Эвита Мюзик. Это правило было введено и для иностранных гонщиц, таких как шведка Эмилия Фахлин и датчанка Сесили Утруп Людвиг.